# Sierra de Gredos
Pour les articles homonymes, voir Gredos.
La sierra de Gredos est un massif montagneux d'Espagne appartenant au Système central, située entre les provinces d'Ávila, Cáceres, Madrid et Tolède. Son point culminant est le pic Almanzor, dans la province d'Ávila, à 2 591 mètres d'altitude. Elle englobe un parc régional. Gredos est le massif principal du Système central. Elle comprend cinq vallées fluviales : Alto Tomes, Alto Alberche, Tiétar Oriental, Tiétar Occidental et la Vera, et la vallée de l'Ambroz.

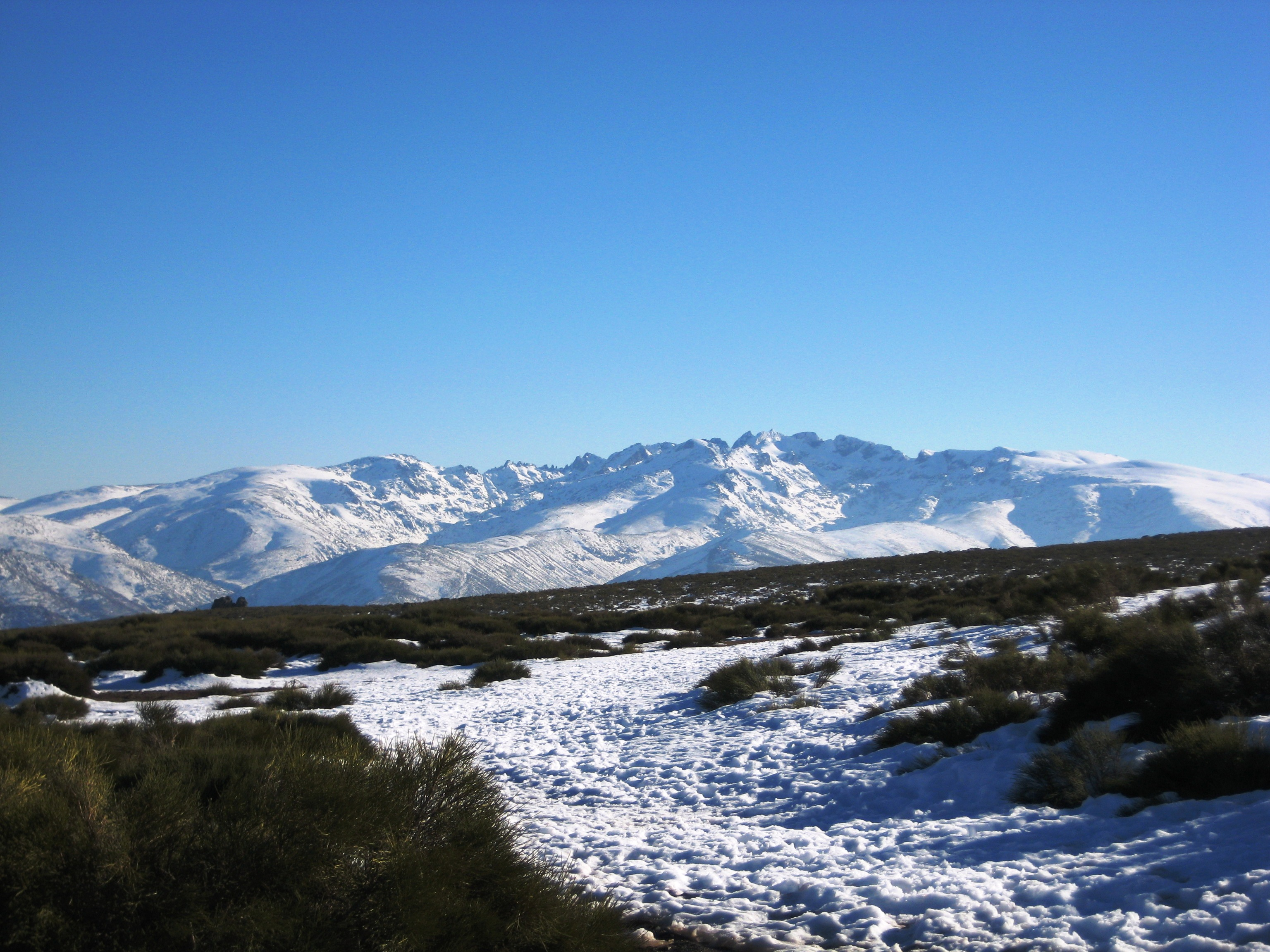
Vue depuis le puerto de Peñanegra dans la sierra de Villafranca.

## Littérature et cinéma
C'est dans les Gredos que se situe l'action du livre d'Ernest Hemingway Pour qui sonne le glas d'où fut tiré le scénario du film de Sam Wood avec Gary Cooper et Ingrid Bergman. Une des scènes du film, lors de l'attaque du pont, permet de situer approximativement ce pont au sud-ouest de Madrid (une borne sur laquelle est inscrit : « Granja 9 km, Toledo 14 km, Avila 53 km, Madrid 73 km »).